# العلاقات المالديفية المالطية
العلاقات المالديفية المالطية هي العلاقات الثنائية التي تجمع بين المالديف ومالطا.

## مقارنة بين البلدين
هذه مقارنة عامة ومرجعية للدولتين:
| وجه المقارنة                                              | المالديف       | مالطا                                                     |
| --------------------------------------------------------- | -------------- | --------------------------------------------------------- |
| المساحة (كم2)                                             | 298            | 316                                                       |
| عدد السكان (نسمة)                                         | 436.33 ألف     | 465.29 ألف                                                |
| الكثافة السكانية (ن./كم²)                                 | 146.42 ألف     | 147.24 ألف                                                |
| العاصمة                                                   | ماليه          | فاليتا                                                    |
| اللغة الرسمية                                             | اللغة الديفهي  | اللغة المالطية، لغة إنجليزية                              |
| العملة                                                    | روفيه مالديفية | يورو، ليرة مالطية                                         |
| الناتج المحلي الإجمالي (بليون دولار)                      | 4.60 مليار     | 12.54 مليار                                               |
| الناتج المحلي الإجمالي (تعادل القوة الشرائية) بليون دولار | 5.23 مليار     | 14.68 مليار                                               |
| الناتج المحلي الإجمالي الاسمي للفرد دولار أمريكي          | 8.39 ألف       | 22.60 ألف                                                 |
| الناتج المحلي الإجمالي للفرد دولار أمريكي                 | 12.53 ألف      |                                                           |
| مؤشر التنمية البشرية                                      | 0.706          | 0.839                                                     |
| رمز المكالمات الدولي                                      | +960           | +356                                                      |
| رمز الإنترنت                                              | .mv            | .mt                                                       |
| المنطقة الزمنية                                           | ت ع م+05:00    | توقيت وسط أوروبا، ت ع م+01:00، ت ع م+02:00، أوروبا/مالطا ‏ |

## منظمات دولية مشتركة
يشترك البلدان في عضوية مجموعة من المنظمات الدولية، منها:
| علم المنظمة | اسم المنظمة                        | تاريخ انضمام المالديف | تاريخ انضمام مالطا |
| ----------- | ---------------------------------- | --------------------- | ------------------ |
|             | يونسكو                             | 18 يوليو 1980         | 10 فبراير 1965     |
|             | وكالة ضمان الاستثمار متعدد الأطراف | 19 مايو 2005          | 12 سبتمبر 1990     |
|             | الأمم المتحدة                      | 21 سبتمبر 1965        | 1 ديسمبر 1964      |
|             | دول الكومنولث                      | ?                     | ?                  |
|             | الاتحاد البريدي العالمي            | ?                     | ?                  |
|             | البنك الدولي للإنشاء والتعمير      | 13 يناير 1978         | 26 سبتمبر 1983     |
|             | الاتحاد الدولي للاتصالات           | 28 فبراير 1967        | 1965               |
|             | منظمة حظر الأسلحة الكيميائية       | ?                     | ?                  |
|             | مؤسسة التمويل الدولية              | 2 فبراير 1983         | 1 يونيو 2005       |
|             | منظمة التجارة العالمية             | ?                     | ?                  |
|             | منظمة الشرطة الجنائية الدولية      | ?                     | ?                  |

## وصلات خارجية
- موقع وزارة الخارجية المالديفية
- موقع وزارة الخارجية المالطية